# San Rafael de la Curva
San Rafael de la Curva är en ort i Mexiko.   Den ligger i kommunen San Luis de la Paz och delstaten Guanajuato, i den centrala delen av landet, 260 km nordväst om huvudstaden Mexico City. San Rafael de la Curva ligger 1 987 meter över havet och antalet invånare är 168.
Terrängen runt San Rafael de la Curva är platt åt nordväst, men åt sydost är den kuperad. Runt San Rafael de la Curva är det ganska tätbefolkat, med 52 invånare per kvadratkilometer. Närmaste större samhälle är San Luis de la Paz, 7,5 km öster om San Rafael de la Curva. Trakten runt San Rafael de la Curva består till största delen av jordbruksmark.